# Caroline Unger
Caroline Unger (Viena, 28 de octubre de 1803 - Florencia, 23 de marzo de 1877) fue una contralto austríaca, reconocida por formar parte, junto a la soprano Henriette Sontag, de la primera interpretación que se hizo de la Novena sinfonía de Ludwig van Beethoven, el 7 de mayo de 1824, en el Kärntnertortheater de Viena.

## Biografía
Caroline Unger fue la única hija del matrimonio del escritor Johann Karl Unger y la baronesa Anna von Karwinska, de orígenes polacos. En ese momento la familia vivía en las cercanías de la calle Herrengasse de la capital vienesa. Caroline fue bautizada en la parroquia de Alservorstadt. Como madrina tuvo a la escritora Karoline Pichler, de quien, según sus memorias, acabaría cogiendo el nombre.
Fue educada por una escuela de canto y estudió en Viena teniendo como profesores a vez en kk Mädchenpensionat y estudió en Viena con los educadores Joseph Mozzati, Aloysia Weber, Johann Michael Vogl y Domenico Ronconi. Uno de sus profesores de piano fue el hijo de Mozart, Franz Xaver Wolfgang Mozart.
En febrero de 1821 hizo su debut en el Kärntnertortheater interpretando el papel de Dorabella en la ópera de Mozart, Così fan tutte. Aunque su gran momento le llegaría tres años más tarde, cuando, en el mismo teatro, formó parte del elenco de voces que dieron vida a la Novena sinfonía de Beethoven. Según declaraciones de Sigismund Thalberg, que estaba entre el público, fue ella quien volvió a Beethoven, que ya se encontraba aislado dada su sordera, para que viera la abrumadora y aplaudida respuesta del público, así como del coro.
En marzo de 1825 viajó con el empresario Domenico Barbaja a Italia, donde actuó predominantemente en los años siguientes y fue celebrada de una manera sin precedentes. El 14 de febrero de 1829 interpretó el papel de Isoletta en el estreno de La extranjera de Vincenzo Bellini en La Scala de Milán. Cuatro años después, el 17 de marzo de 1833, se puso en la piel de primera vez, también diseñada específicamente para su papel principal en la ópera Parisina de Donizetti en el Teatro della Pergola de Florencia
Maravillado por su talento, Donizetti creó, pensando en ella, dos nuevos personajes: el de Antonina en la ópera Belisario, nuevamente de Donizetti, interpretada por primera vez el 4 de febrero de 1836 en La Fenice de Venecia, y el papel principal en Maria de Rudenz, que se estrenó el 30 de enero de 1838 en el mismo teatro. 
En 1835 comenzó un romance secreto con Alejandro Dumas, cuando el escritor se encontraba en Italia viajando con la que sería su futura esposa, la actriz Ida Ferrier (1811-1859). No obstante, esta relación, que se alargó durante un año, fue infructuosa.
Unger tuvo otra relación sentimental cuando regresó a Viena en la primavera de 1839 y conoció al poeta Nikolaus Lenau.  Además, esta relación fue de corta duración y se vio truncada a diferencias irreconciliables.
En 1840 conoció en Roma al crítico de arte y mecenas francés François Sabatier (1818-1891), que tenía quince años menos que ella, pero con el que forjó una relación sentimental que acabó en matrimonio el 18 de marzo de 1841 en Florencia. Después de eso, ella decidió apartarse de la música, siendo su último papel el de Antonina de Donizetti en una nueva representación acaecida el 5 de septiembre de 1841.
La pareja Sabatier-Unger se alojó en Florencia, donde vivían en un palacio renacentista del siglo XIV, que pronto se convirtió en un centro intelectual de la ciudad. Entre los invitados más famosos se encontraban el historiador Otto Hartwig y la escritora Fanny Lewald, quien elogió la residencia: "La hermosa casa con sus amplias y frías, sombreadas por las cortinas, de las cuales uno salió a las amplias terrazas del jardín rico en flores, en olores; la perspectiva se disfruta desde esta suave altura hasta el hermoso valle [...] había ricas y alentadoras conversaciones con Sabatier [...] ambos tenían algo encantador [...] Siempre fue una sociedad elegida la que entraba en esa casa; en una ocasión, Caroline se ponía a cantar para los invitados canciones que había interpretado o que había compuesto para piano".
Alejada de la ópera, se dedicó a la enseñanza, teniendo entre sus alumnos a la pianista Wilhelmine Clauss Szarvadyentre, desde 1845 hasta 1864, y a la cantante Anna Simón-Regan.
Caroline Unger falleció el 23 de marzo de 1877 en Florencia, a los 73 años, y fue enterrada en el Cimitero delle Porte Sante de la Iglesia de San Miniato al Monte, donde años más tarde sería enterrado su esposo.